# Комбоскини

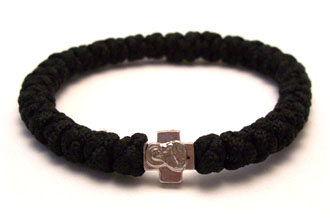
Комбоскини

Комбоскини (от греч. Κομποσκοίνι) — греческие узелковые чётки из чёрной нити, носимые афонскими монахами на запястье руки (правой или левой), иногда по несколько штук, и получившие распространение в РФ в начале XXI века через посещавших монастыри Афона российских паломников, а через них — и среди других верующих России.
Как любые другие чётки комбоскини используют, прежде всего, в религиозных целях. Но в отличие от других в России этот вид используют ещё и как знак близости к Афону. Человек, носящий комбоскини, или посетил Афон, или разделяет ценности тех, кто там молится и живёт и имеет среди них близких по духу себе людей. Само слово «комбоскини» (κομποσκοίνι) — греческое и происходит от «комбос» (κομποσ) — узел и «скини» (σκοίνι) — верёвка. Сами браслеты изготавливают также на Афоне, сопровождая плетение возношением ума и сердца к Богу и чтением тех или иных молитв.

## История комбоскини
Преподобный Павел Фивейский († 341 год) отсчитывал молитвы обычными камешками. Среди монахов преподобного Пахомия Великого († 348 год) некоторые были людьми неграмотными, знающими только простейшие молитвы, в том числе Иисусову. Пахомий установил для них правилом молиться ею определённое число раз в день, используя верёвочку с узелками для внимательности и счёта. Легенда говорит об этом так — в видении Пахомию явился Ангел с чётками в руках, и перебирая узелки молился. Ангел дал монаху шерсти и показал, как плести эти узелки — крест на крест, по девять крестов на каждый узел, ровно столько существует ангельских чинов. Проснувшись Пахомий увидел в своих руках полусплетённый браслет и доплёл его до конца. С тех пор при молитве Пахомий всегда держал его в руках. Василий Великий († 379 год) побывал в монашеской общине Пахомия, где позаимствовал некоторые идеи организации монашеского уклада, которые впоследствии развил и внедрил в обиходе монахов своей епархии. Позднее часть сформулированных им монашеских правил была включена в монашеский устав (Номоканон). Через греков из Византии традиция использования чёток пришла на Русь. Так первые в восточном христианстве чётки возникли именно у греков-монахов и в виде прообраза комбоскини, верёвочки с узелками — вервицы.
Превращение Афона в монашеское обиталище произошло после Трулльского Собора (691—692 года), постановившего в отношении скитающихся «пустынников»: «Аще восхотят, <…> то определяти их в монастырь и причисляти к братиям. Аще же не пожелают сего, то совсем изгоняти их из градов и жити им в пустынях, от коих и именование себе составили». Многие из таких скитальцев, которых было много по причине нашествия магометан особенно в Константинополе, устремились на Афон. Так и началась история превращения Афона в обитель монахов. И чётки с узелками стали не только инструментом внимания и молитвы, но и атрибутом афонства, принадлежности к числу особых подвижников, не пожелавших пойти в государственные монастыри. После падения Византии конфликт с османами привёл к тому, что греческие чётки стали, как и многое другое, противопоставлять мусульманским. И стали уже и атрибутом своей православной веры и своей нации. А отсутствие необходимости в большом числе молитв, а значит и большом числе узелков для чёток, привели вервицу к тому виду, который нам уже известен как комбоскини.
Сегодня браслеты распространены в православных странах Европы, прежде всего в Греции, Сербии, Черногории и Болгарии. А в связи с ростом паломничества из России по афонским монастырям теперь они пришли и в РФ.

## Использование и символика
Браслет носят на запястье левой руки в знак того, что она ближе к сердцу. У каждого элемента браслета — своя символика, овечья шерсть напоминает о Христе, «добром Пастыре», каждый узелок, состоящий из 9 пересечений нитей — 9 крестов — о девяти Ангельских чинах. Малые комбоскини из 33 узлов — о числе лет жизни Христа, более крупные, состоящие из 99 узлов (3 по 33) — о Пресвятой Троице.

### У монахов и верующих
Для монахов комбоскини, прежде всего, — память о Боге, а также помощь в молитве за близких им людей. Вне монашества верующие также дарят браслеты близким, родным и особо уважаемым людям, чтобы помнить и молиться за них.

### В народных верованиях
В народных верованиях браслет — символ увеличения духовной силы, средство, способствующее оздоровлению и исполнению желаний. По поверью, если протянуть руку с браслетом к любому животному, даже самому пугливому, то оно не убежит; силе браслета подчиняются живая и неживая природа.